# Aspidoscelis carmenensis
Aspidoscelis carmenensis (карменський батогохвіст) — вид ящірок родини теїдових (Teiidae). Ендемік Мексики.

## Поширення і екологія
Карменські батогохвости є ендеміками острова Кармен в Каліфорнійській затоці. Вони живуть серед чагарників і скель.